# Dettelbach-Bahnhof
Dettelbach-Bahnhof (auch Dettelbach Bahnhof, Dettelbach Bahnstation) ist ein Dorf in der Gemarkung des Dettelbacher Ortsteils Effeldorf im unterfränkischen Landkreis Kitzingen.

## Geografische Lage
Dettelbach-Bahnhof liegt im Südwesten des Dettelbacher Gemeindegebietes an der Bahnstrecke Würzburg–Nürnberg. Im Norden ist Effeldorf zu finden, nordöstlich liegt Bibergau. Der Ortsteil wird im Süden durch die Staatsstraße 2450 begrenzt, weiter südlich erhebt sich das Autobahnkreuz Biebelried auf dem Gebiet des gleichnamigen Ortes. Hier treffen die Bundesautobahnen 3 und 7 aufeinander. Südwestlich, getrennt durch die A 7 breitet sich Neuhof aus, das ebenfalls in der Effeldorfer Gemarkung liegt. Im Westen beginnt in einiger Entfernung der Landkreis Würzburg mit der Gemeinde Rottendorf.
Dettelbach-Bahnhof ist von der Kernstadt Dettelbach etwa 5,5 Kilometer entfernt.

## Geschichte
Die Geschichte des Dorfes ist eng mit der der Bahnstrecke Fürth–Würzburg verbunden. Im Zuge des Baus dieser Strecke erhielt Dettelbach eine eigene Bahnstation, die nach 1865 eingeweiht wurde und auf dem Gebiet der etwa sechs Kilometer entfernten Gemeinde Effeldorf lag. Zunächst existierte noch kein Ortsteil gleichen Namens, weil hier außer der Bahnstation keine Häuser standen. Die Reisenden mussten, um Dettelbach zu erreichen, noch eine einstündige Omnibusfahrt zurücklegen.
Erst mit dem Bau der Stichbahn Dettelbach Bahnhof-Dettelbach Stadt änderte sich dies. Die Stadt versuchte bereits 1890 eine weitere Bahnstrecke über Gerolzhofen, Volkach mit Endpunkt Dettelbach zu etablieren, die Idee scheiterte jedoch. Erst 1896 gelang es Luitpold Baumann, Landtagsabgeordneter und Bürgermeister von Dettelbach, die Regierung in München vom Bau einer neuen Bahn zu überzeugen. Sie wurde am 30. August 1900 eingeweiht und zweigte hier von der Hauptstrecke ab. Allerdings gab man diese Nebenstrecke bereits 1960 wieder auf. Heute bildet Dettelbach-Bahnhof einen der Ortsteile der Gemeinde Dettelbach.